# Вилађо Фјорентини (Виченца)
Вилађо Фјорентини је насеље у Италији у округу Виченца, региону Венето.
Према процени из 2011. у насељу је живело 1 становника. Насеље се налази на надморској висини од 1454 м.